# Vlad, o Jovem
Vlad V, cognominado O Jovem (1488 - 23 de Janeiro de 1512) foi Príncipe da Valáquia a partir de 26 de Janeiro de 1510.

## Biografia

### Primeiros anos e luta pelo trono
Vlad (também chamado Vlăduț) nasceu em 1488, sendo filho de Vlad, o Monge.
Vlad começa a ser mais documentado a partir do reinado de Mihnea, o Mau, quando os boiardos, sobreviventes às crueldades deste, pediram ao Sultão que intercedesse a favor dele. Sentindo o perigo da sucessão, Mihnea colocou no trono o seu filho Mircea Miloș, e refugiou-se em Sibiu. A batalha final dá-se em fevereiro de 1510, em Codmeana. O resultado foi desfavorável para o lado de Mircea, que foi deposto, fugindo com a família para junto do pai. Durante a sua fuga, Vlad subiu ao trono valaquiano. Desta forma, o trono voltou para as mãos da linhagem de Radu o Grande.

### Governo e morte
No primeiro ano de governo, no Império Otomano, o Príncipe Selim (mais tarde Sultão) revolta-se contra o seu pai, Bajazeto II. Para sair da tutela otomana, Vlad quis reforçar as suas relações com o Reino da Hungria. Assim, como confirma um documento dessa data, a 17 de Agosto de 1511 reconhece como seu suserano Vladislau II da Hungria, que lhe prometeu apoio num possível conflito com os turcos. Isto confirma a retoma do equilíbrio das relações diplomáticas na Valáquia, assegurando, pelo menos para o momento, paz nas fronteiras.
Os boiardos da família Craioveşti, no entanto, preparavam já um novo governante: Neagoe Bassarabe. Na tentativa de eliminar qualquer possível intervenção de ofensivas otomanas no Danúbio, Vlad jura de fidelidade aos turcos.
No final do reinado de Vlad, as suas relações entre o senhor e a poderosa família feudal degradavam-se cada vez mais. No contexto da luta pelo trono do Império Otomano, um exército turco de 4 a 5.000 homens, entra na Valáquia e investe Neagoe Bassarabe como Príncipe. A  luta com Vlad foi travada nas proximidades de Bucareste, entre 8 e 23 de Janeiro de 1512, terminando com a derrota, a captura e a decapitação de Vlad.
O corpo foi enterrado, com pompa real, no Mosteiro Dealu, por Neagoe Bassarabe, que se arrependeu deste trágico episódio para o resto da sua vida.

## Casamento e descendência
Vlad casou-se, antes de 1508, com Anca, de quem teve:
- Vlad (1508 - 18 de Setembro de 1532), Príncipe da Valáquia a partir de 1530;
- Dragoșina

Vlad teve também um filho ilegítimo:
- Radu Vlad Dragomiro (m. 1521), Príncipe da Valáquia em 1521.